# Kristine Lilly
Pour les articles homonymes, voir Lilly.
Kristine Lilly, née 22 juillet 1971 à New York dans l'État de New York, est une footballeuse internationale américaine.

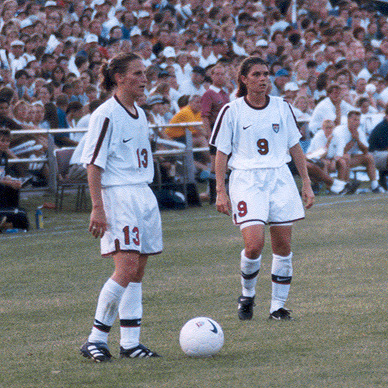
Lilly (à gauche) avec Mia Hamm en 1998

## Biographie
Lilly est la footballeuse la plus sélectionnée du monde, avec 354 capes pour l'équipe américaine, elle a inscrit 130 buts. Elle fait partie de l'équipe américaine depuis 1987, comme Mia Hamm, l'une des meilleures buteuses américaines. Lilly a obtenu sa 300e cape le 18 janvier 2006, lors d'un match contre la Norvège. Après la naissance de sa fille, Lilly retourne jouer en décembre 2008 dans l'équipe nationale. Son dernier match pour l'équipe nationale américaine, (sa 354e sélection) se déroule le 5 novembre 2010 contre le Mexique lors du Tournoi de qualification Concacaf en vue de la Coupe du monde Féminine 2011, match dans lequel elle joue pendant six minutes comme joueuse substitut. Elle prend sa retraite de l'équipe nationale à la fin de ce tournoi de qualification et en fin de saison WPS 2011, elle prend sa retraite de son club les Breakers de Boston.

### En sélection
Le tableau suivant dresse les statistiques de Lilly en équipe des États-Unis par année,.
| Sélection  | Année | Statistiques | Statistiques |
| Sélection  | Année | Matchs       | Buts         |
| ---------- | ----- | ------------ | ------------ |
| États-Unis | 1987  | 7            | 1            |
| États-Unis | 1988  | 8            | 0            |
| États-Unis | 1989  | 0            | 0            |
| États-Unis | 1990  | 6            | 1            |
| États-Unis | 1991  | 27           | 8            |
| États-Unis | 1992  | 0            | 0            |
| États-Unis | 1993  | 16           | 9            |
| États-Unis | 1994  | 13           | 7            |
| États-Unis | 1995  | 21           | 12           |
| États-Unis | 1996  | 23           | 8            |
| États-Unis | 1997  | 18           | 7            |
| États-Unis | 1998  | 24           | 8            |
| États-Unis | 1999  | 28           | 20           |
| États-Unis | 2000  | 34           | 6            |
| États-Unis | 2001  | 3            | 0            |
| États-Unis | 2002  | 16           | 1            |
| États-Unis | 2003  | 19           | 3            |
| États-Unis | 2004  | 28           | 8            |
| États-Unis | 2005  | 8            | 4            |
| États-Unis | 2006  | 20           | 13           |
| États-Unis | 2007  | 21           | 12           |
| États-Unis | 2008  | 2            | 1            |
| États-Unis | 2009  | 0            | 0            |
| États-Unis | 2010  | 10           | 1            |
| Total      | Total | 354          | 130          |

En italique : statistiques non complètes.

## Palmarès
- Coupe du monde : 1991 - 1999
- 3e : 1995 - 2003 - 2007
- Championne olympique : 1996 - 2004
- Médaille d'argent aux Jeux olympiques d'été : 2000